# Henry Murdac
Henry Murdac SOCist († 14. Oktober 1153 in Beverley) war ein englischer Ordensgeistlicher. Er war der erste Abt des französischen Klosters Vauclair. Ab 1143 oder 1144 war er Abt von Fountains Abbey in England, bis er schließlich 1147 Erzbischof von York wurde.

## Herkunft und Eintritt in den Zisterzienserorden
Henry Murdac stammte aus Nordengland. Nach den Angaben von John of Hexham war er adliger Abstammung und gehörte zum Haushalt von Erzbischof Thurstan von York, ehe er als Mönch ins Kloster eintrat. Offensichtlich war Murdac ein gebildeter Mann, der als Magister tituliert wurde. Zwei seiner Schüler namens William und Ivo traten als Mönche in das Kloster Clairvaux ein, wo sie wohl Bernhard von Clairvaux auf Murdac aufmerksam machten. William diente Bernhard als Schreiber und wurde schließlich der erste Abt von Rievaulx Abbey. Bernhard schrieb Murdac persönlich einen Brief, in dem er ihn aufforderte, anstelle als Lehrer zu wirken solle er lieber ein Leben als Mönch wählen. Daraufhin trat auch Murdac als Zisterzienser in Clairvaux ein. 1234 sandte Bernhard Murdac nach Vauclair in die Diözese Laon. Dort entstand als Tochtergründung von Clairvaux ein neues Kloster, dessen erster Abt Murdac wurde. 

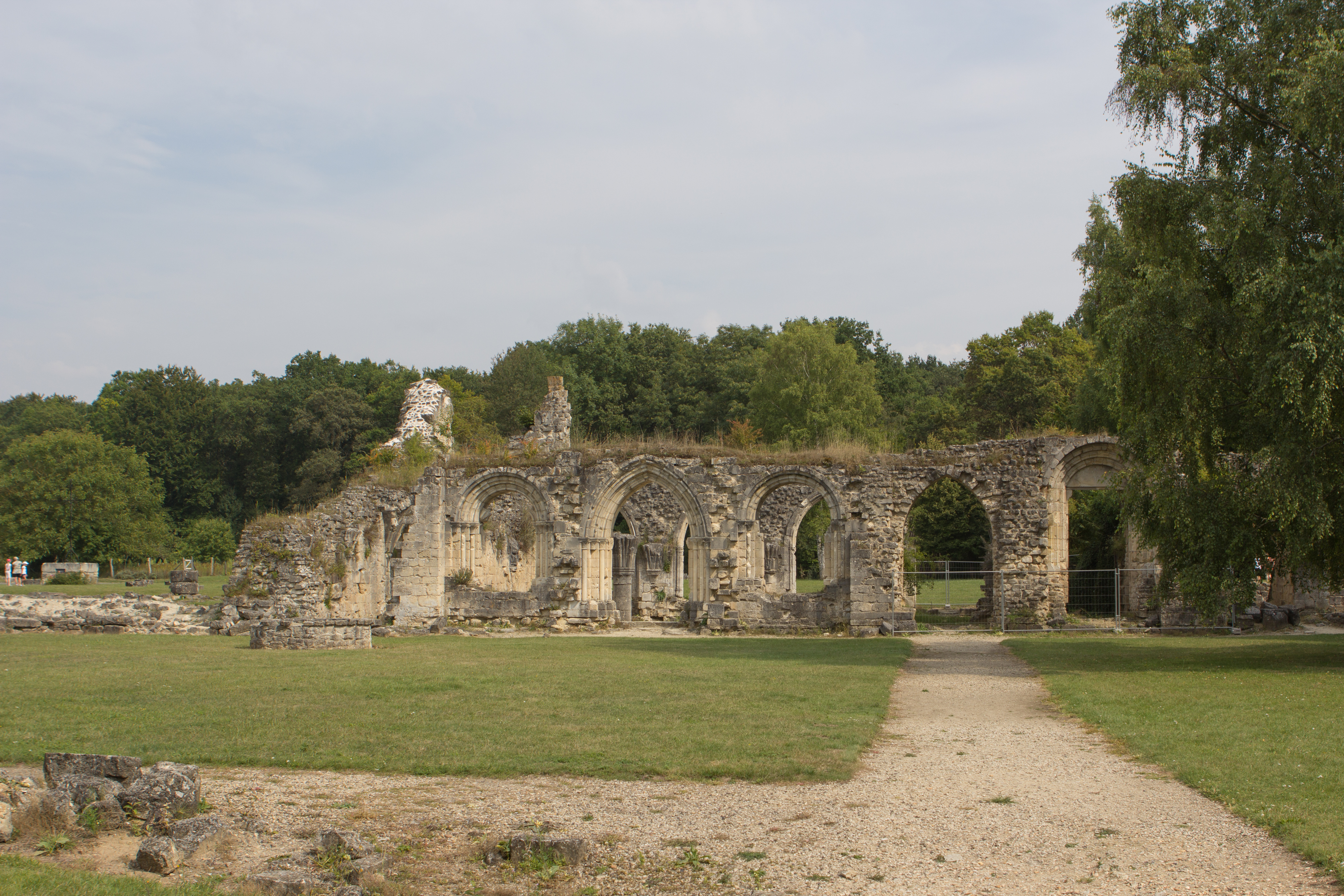
Die Ruinen des Klosters von Vauclair

## Abt von Fountains Abbey
1143 starb Richard, der Abt von Fountains Abbey, in Clairvaux. Damit befand sich der Zisterzienserorden in Yorkshire in einer kritischen Situation. In England musste König Stephan von Blois seinen Thronanspruch gegen seine Cousine Matilda in einem Thronfolgekrieg, der sogenannten Anarchie verteidigen. Abt Richard war einer der Führer der Opposition gegen William Fitzherbert, dem gewählten Erzbischof von York gewesen. Gegen dessen Wahl hatte es im Kathedralkapitel von York erheblichen Widerstand gegeben, und auch die Zisterzienser warfen ihm Simonie vor und hielten ihn wegen seines angeblich weltlichen Lebenswandels als Erzbischof für ungeeignet. Bernhard von Clairvaux entschied sich, nun Murdac nach Fountains zu senden und empfahl dem Prior und den Mönchen des Konvents, ihn als neuen Abt zu wählen. Sollte Murdac gewählt werden, ermächtigte ihn Bernhard, in Fountains umfassende Reformen durchzuführen. Wie Bernhard von Clairvaux gehofft hatte, wurde Murdac entweder Ende 1143 oder Anfang 1144 zum Abt von Fountains Abbey gewählt. Als Abt setzte er die geistliche Reform des Klosters fort. Bereits 1145 konnte in Woburn ein Tochterkloster gegründet werden, dem 1146 Lysekloster in Norwegen und 1147 Barnoldswick, das später nach Kirkstall verlegt wurde, und Vaudey folgten. Dazu verteidigte Murdac die Interessen der Zisterzienser in Yorkshire, beispielsweise als die Mönche von Barnoldswick die Pfarrkirche des Dorfes zerstörten, weil diese ihre Gottesdienste störte.

## Erzbischof von York

### Wahl zum Erzbischof
Rasch stieg Murdac auch zum Führer der Opposition gegen Erzbischof William Fitzherbert auf, der inzwischen auf Betreiben von Bernhard von Clairvaux von Papst Eugen III. von seinem Amt suspendiert war. Fitzherbert wollte jedoch sein Amt nicht aufgeben. 1146 wurde Fountains Abbey von Gefolgsleuten von Fitzherbert überfallen, dabei wurden mehrere Gebäude des Klosters niedergebrannt. Murdac selbst war in die Klosterkirche geflüchtet und blieb unverletzt. Daraufhin wurde William Anfang 1147 vom Papst, der ebenfalls dem Zisterzienserorden angehörte, abgesetzt. Der Papst ordnete eine Neuwahl an, und am 24. Juli 1147 trat in Richmond das Kathedralkapitel zusammen. Während Robert de Gant, der Dekan von York, und der Schatzmeister Hugh de Puiset den königlichen Kandidaten Master Hilary unterstützen, befürworteten der Präzentor und der Archidiakon von York, unterstützt von den Bischöfen William von Durham und Athelwold von Carlisle Henry Murdac als neuen Erzbischof. Die Entscheidung wurde schließlich dem Papst übertragen, der sich für Murdac entschied. Murdac reiste nach Frankreich und weiter nach Deutschland, wo sich Eugen III. zu der Zeit aufhielt. Der Papst weihte Murdac am 7. Dezember 1147 in Trier zum Bischof und übergab ihm das Pallium. Anschließend nahm Murdac im März 1148 am vom Papst einberufenen Konzil zu Reims teil. Durch das Konzil wurde die Absetzung von William Fitzherbert noch einmal bestätigt. Als Murdac nach England zurückkehrte, legte er sein Amt als Abt von Fountains nieder, hatte aber auf seine Nachfolger Maurice (bis 1148), Thorald (bis 1150) und Richard (bis 1153) großen Einfluss. Maurice und Thorald kamen aus Rievaulx Abbey, während Richard aus Murdacs früherem Kloster Vauclair in Frankreich kam.

### Widerstand gegen Murdac als Erzbischof
Murdac war der erste englische Erzbischof, der seit der normannischen Eroberung ohne Zustimmung des Königs gewählt und geweiht worden war. Dies führte dazu, dass er trotz seiner Bestätigung durch den Papst nicht allgemein als Erzbischof anerkannt wurde. Zu seinen Unterstützern gehörten die Bischöfe von Durham und Carlisle, während König Stephan von Blois weiter an seinem Kandidaten Hilary festhielt. Murdac wurde auch nur von einem Teil seines Kathedralkapitels unterstützt, während die Bürger von York weiterhin Fitzherbert unterstützten. Sie verweigerten 1148 Murdac sogar den Zugang zur Stadt, als er in diese einziehen wollte. Daraufhin exkommunizierte Murdac zur Vergeltung seine erbittertsten Gegner, den Schatzmeister Hugh de Puiset sowie William le Gros, Earl of York. Über die rebellische Stadt York verhängte er das Interdikt. Seinen Wohnsitz nahm er zunächst in Beverley, ehe er das erzbischöfliche Gut Ripon, das nur wenige Meilen von Fountains Abbey entfernt lag, als Residenz wählte.

### Politische Rolle
Murdac gelang es, gute Kontakte zum schottischen König David I. aufzubauen. Deswegen begleitete er den englischen Thronanwärter Heinrich Plantagenet, als dieser David in Carlisle traf. Bei diesem Treffen besprachen sie auch einen schottischen Angriff auf York, der für 1149 geplant wurde. Mit schottischer Hilfe sollte die Stadt erobert werden und Murdac könnte in York einziehen. Der Angriff unterblieb, doch angesichts dieser Bedrohung und aufgrund seiner schwachen Stellung in Nordengland söhnte sich König Stephan Anfang 1151 mit Murdac aus und bestätigte ihn als Erzbischof. Mit der Unterstützung des Königs konnte Murdac nun in York einziehen, wo er am 25. Januar 1151 inthronisiert wurde. Dabei stiftete er York Minster Reliquien und gewährte dem Kathedralkapitel Rechte in Patrington. Auch mit seinem bisherigen Gegner William le Gros, Earl of York konnte Murdac eine Einigung erzielen. Der Earl stiftete als Tochtergründung von Fountains ein Zisterzienserkloster in Meaux. Diese Stiftung wurde von Murdac bestätigt und mit weiterem Grundbesitz in Wawne ausgestattet. Danach reiste Murdac als Gesandter des Königs nach Rom, um vom Papst die Zustimmung zur Krönung von Stephans Sohn Eustach einzuholen. Trotz dieser Zusammenarbeit mit König Stephan behielt Murdac sein gutes Verhältnis zum schottischen König bei, der ihn weiterhin sein Amt in nördlichen Yorkshire ausüben ließ. Allerdings beschwerte sich Murdac bei einem Treffen mit David in Carlisle, dass schottische Bergleute Schäden in bischöflichen Forsten anrichten würden. 

### Geistliches Wirken
Auch als Erzbischof blieb Murdac ein überzeugter Zisterzienser, der versuchte, kirchliche Reformen umzusetzen. In Hexham stellte er neue Regeln für die Pfarrkirche auf. Die Kirche St Oswald in Gloucester, die den Erzbischöfen von York gehörte, wandelte er in ein Stift von Regularkanonikern um, deren erster Prior Humphrey aus Lanthony Priory wurde. Er bestätigte die Privilegien der Klöster in seiner Diözese, doch in den Benediktinerabteien Whitby und Selby setzte er Äbte ab. Die Gründung der Gilbertinerniederlassung Watton wurde von ihm um 1150 bestätigt. In Watton brachte er ein Mädchen als Oblate unter, die später als Nun of Watton bekannt wurde. Nach dem Tod von Propst Thurstan von Beverley Minster wollte er auch diese Kirche in ein Stift umwandeln, doch starb er selbst vor der Umsetzung seines Plans. 

### Konflikt mit Hugh de Puiset und Tod
Als Murdacs Gegner Hugh de Puiset 1153 zum Bischof von Durham gewählt wurde, erklärte Murdac die Wahl für ungültig. Er bemängelte, dass Puiset zu jung für das Amt war und dass die Wahl ohne sein Einverständnis als Metropolit erfolgt war. Deshalb exkommunizierte er den Prior und die Archidiakone von Durham. Als diese am Aschermittwoch 1153 persönlich bei ihm erschienen, um die Anerkennung der Wahl und um die Aufhebung der Kirchenstrafe zu erbitten, verweigerte Murdac dies. Daraufhin kam es in York zu einem Aufruhr. Murdac musste sich wieder nach Beverley zurückziehen, wo er bis zu seinem Tod blieb. Bis zuletzt weigerte er sich, die Wahl von Hugh de Puiset anzuerkennen. Nach seinem Tod wurde er in York Minster beigesetzt. Da wenige Wochen zuvor auch Papst Eugen III. und Bernhard von Clairvaux gestorben war, beanspruchte Murdacs abgesetzter Vorgänger William Fitzherbert wieder das Amt des Erzbischofs.